# 斐濟體育與國家奧林匹克委員會
斐濟體育與國家奧林匹克委員會（Fiji Association of Sports and National Olympic Committee）是斐濟的國家奧林匹克委員會兼國家的體育部門。該組織成立於1949年，是國際奧委會和大洋洲國家奧林匹克委員會的成員。1956年，首次派員參加在澳洲墨爾本舉行的夏季奧運會。
現時，斐濟體育與國家奧林匹克委員會的總部設在首都蘇瓦，主席是Mr Reg Sanday。 

## 資料來源
1. ↑  .   [2014-03-06]. （原始内容存档于2016-08-05）.